# Dekanat Żurawica
Dekanat Żurawica – jeden z dekanatów archidiecezji przemyskiej, w archiprezbiteracie przemyskim.

## Historia
W 1949 roku dekanat przemyski - zamiejski, został przemianowany na dekanat żurawicki. W 1962 roku dekanat został zlikwidowany, a parafie włączono do dekanatu przemyskiego. W 1968 roku dekanat żurawicki utworzono ponownie.

## Parafie
- Bolestraszyce – pw. Narodzenia Najświętszej Maryi Panny
- Kosienice – pw. Matki Bożej Bolesnej
  - Ciemięrzowice – kościół filialny pw. Wniebowstąpienia Pańskiego
- Maćkowice – pw. Matki Bożej Nieustającej Pomocy
  - Wola Maćkowska – kościół filialny pw. Najświętszej Maryi Panny Wspomożenia Wiernych
- Małkowice – pw. Nawiedzenia Najświętszej Maryi Panny
  - Duńkowiczki – kościół filialny pw. św. Maksymiliana Marii Kolbego
- Niziny – pw. Matki Bożej Nieustającej Pomocy
- Orzechowce – pw. Matki Bożej Różańcowej
  - Batycze – kościół filialny pw. Matki Bożej Nieustającej Pomocy
- Ujkowice – pw. Matki Bożej Szkaplerznej
- Walawa – pw. Najświętszego Serca Pana Jezusa
- Wyszatyce – pw. św. Mikołaja Biskupa
- Żurawica – pw. Niepokalanego Poczęcia Najświętszej Maryi Panny
- Żurawica Górna – pw. św. Andrzeja Boboli

Dziekanem jest ks. Marian Hofman.